# Cappella della Madonna delle Grazie (Casale Marittimo)
La cappella della Madonna delle Grazie si trova a Casale Marittimo.
Costruita nel 1712-13, per volontà del popolo vi fu collocata l'immagine di una edicoletta campestre sottraendola alle insidie degli elementi. Ma quell'affresco - o distaccato con imprudenza o logorato dal salmastro - è svanito con gli anni. È stato sostituito da una copia di una tavola di scuola senese.
La cappella è particolarmente usata per matrimoni e funzioni dedicate alla Vergine, in particolare l'8 settembre.